# 單烈
單烈（1963年4月16日—），浙江奉化人，中華人民共和國政治人物，現任浙江省广播电视局一级巡视员，曾任副局长、党组副书记。

## 生平
1984年12月加入中国共产党，1986年7月参加工作，历任浙江省新闻出版局版权处处长、宁波市鄞州区副区长。2004年10月任浙江省新闻出版局副局长，2018年1月任浙江省新闻出版局党组副书记、副局长，2019年5月20日任浙江省广播电视局副局长。2023年2月17日被免去浙江省广播电视局副局长职务。

## 子女
單烈的长女为單春晴，他的子女还有一對雙胞胎。雙胞胎是否为其父母亲生被其長女質疑。

### 长女
單春晴为單烈的长女，声称近5年来与家庭断绝了经济联系并遭到家人人身威胁，导致严重抑郁症。她公开揭露父亲可能牵涉社会人士对她的加害，同时在对话中母亲的诅咒更凸显了家庭紧张。曾是浙江大学人才的她，在改换性别后的现状引起了关切。她指控生父耗資巨額進行代孕，引起了家庭內部和社会外界的爭議。

## 爭議
2021年，單烈的长女單春晴（原名单挺），一名获得了世界级超算奖项的跨性别者，声稱在接受性別重置手術後遭家庭排斥，还曾公開舉報她父亲以重金代孕獲龍鳳胎，且她的父母更試圖加害於她以保護他们的龍鳳胎子女不受她影響。
浙江省广电局纪委未对單春晴的举报调查问题做出回应。截至2021年末，该副局长單烈仍在正常工作，但官方未透露更多信息。單烈本人一直未接听电话，其现状未知。律师吳有水认为500万元在贪官中不算大数目。吳有水猜测單烈对变性子女的不满可能源于保守思想，也可能害怕被揭露更多违法内幕。